# Aram Peñaflor Moysen
Aram Michell Peñaflor Moysen (Toluca de Lerdo, 11 de marzo de 1999) es un deportista mexicano que compite en triatlón.
Ganó dos medallas en el Campeonato Panamericano de Triatlón, bronce en 2016 y plata en 2023. Participó en los Juegos Olímpicos de París 2024, ocupando el 47.° lugar en la prueba masculina individual.

## Palmarés internacional
| Campeonato Panamericano | Campeonato Panamericano   | Campeonato Panamericano | Campeonato Panamericano |
| Año                     | Lugar                     | Medalla                 | Prueba                  |
| ----------------------- | ------------------------- | ----------------------- | ----------------------- |
| 2016                    | Sarasota (Estados Unidos) | Medalla de bronce       | Relevo mixto            |
| 2023                    | Huatulco (México)         | Medalla de plata        | Relevo mixto            |